# Paul Grote (Schriftsteller)
Paul Grote (* 1946 in Berlin) ist ein deutscher Schriftsteller.
Grote verbrachte einige Jahre seiner Schulzeit in Hannover. Im Anschluss daran absolvierte er eine kaufmännische Ausbildung zum Werbekaufmann in Düsseldorf. Nach einigen Jahren in der Wirtschaft beschäftigt, ging er an die Universität Hamburg und studierte dort Gesellschaftswissenschaften, Soziologie und Politikwissenschaft.
Nach einem Aufenthalt in Wien bekam Grote in einem Hamburger Verlagshaus eine Anstellung. In den folgenden Jahren bereiste er oft und lange Südamerika; unter anderem verbrachte er sechs Jahre am Amazonas. Dabei schrieb er für Zeitungen bzw. Zeitschriften wie FAZ, Die Zeit (bzw. deren „Magazin“), Focus, Geo und Merian.
Zurückgekehrt nach Deutschland ließ er sich in Berlin als freier Schriftsteller nieder. Sein Debüt, der Kriminalroman Tod in Bordeaux wurde vom Publikum wie auch von der Kritik hochgelobt und so folgten bis jetzt in fast jährlichem Abstand weitere Romane dieses Genres.

## Werke
Kriminalromane
- 2004: Tod in Bordeaux. ISBN 3-499-23744-X (Bordelais / Frankreich)
- 2005: Bitterer Chianti. ISBN 3-499-23998-1 (Toskana / Italien)
- 2006: Rioja für den Matador. ISBN 3-499-24267-2 (Rioja / Spanien)
  - 2007: Dasselbe als Hörbuch. ISBN 978-3-88698-415-2 (5 CDs, gelesen vom Autor)
- 2007: Verschwörung beim Heurigen. ISBN 978-3-423-21018-8 (Burgenland / Österreich)
- 2008: Der Portwein-Erbe. ISBN 978-3-423-21082-9 (Rio Douro / Portugal)
- 2009: Der Wein des KGB. ISBN 978-3-423-21160-4 (Siebenbürgen / Rumänien)
- 2010: Der Champagner-Fonds. ISBN 978-3-423-21237-3 (Champagne / Frankreich)
- 2011: Ein Riesling zum Abschied. ISBN 978-3-423-21319-6 (Rheingau / Deutschland)
- 2012: Sein letzter Burgunder. ISBN 978-3-423-21391-2 (Kaiserstuhl / Deutschland)
- 2013: Tödlicher Steilhang. ISBN 978-3423214643 (Mosel / Deutschland)
- 2014: Königin bis zum Morgengrauen. ISBN 978-3423215350 (Franken / Deutschland)
- 2015: Die Spur des Barolo. ISBN 978-3-423-21603-6 (Piemont / Italien)
- 2016: Die Insel, der Wein und der Tod. ISBN 978-3-423-21645-6 (Mallorca / Spanien)
- 2017: Am falschen Ufer der Rhône. ISBN 978-3-423-21691-3 (Côtes-du-Rhône / Frankreich)
- 2018: Pinot Grigio stand nicht im Testament. ISBN 978-3-423-21740-8 (Südtirol / Italien)
- 2020: Die Weinprobe von Lissabon. ISBN 978-3-423-21936-5 (Lissabon / Portugal)
- 2021: Ein Weingut für sein Schweigen. ISBN 978-3-423-21953-2 (Sachsen / Deutschland)
- 2024: Verbrannte Reben. ISBN 978-3-423-22093-4